# Cernotina uncifera
Cernotina uncifera är en nattsländeart som beskrevs av Ross 1952. Cernotina uncifera ingår i släktet Cernotina och familjen fångstnätnattsländor. Inga underarter finns listade i Catalogue of Life.